# Vestingwerken van Zevenaar
De vestingwerken van Zevenaar omvatten de wallen, poorten, kasteel en versterkte huizen van de Nederlandse stad Zevenaar, provincie Gelderland. Van de wallen is niet meer dan een fragment bewaard gebleven bij de Nieuwe Doelenstraat; dit fragment is sinds 1966 een rijksmonument. Het Huis Sevenaer is behouden en is eveneens een rijksmonument.

## Geschiedenis
De stedelijke nederzetting ontwikkelde zich ten zuidoosten van het 13e-eeuwse kasteel Sevenaer. Dit kasteel was gebouwd door de graven van Gelre op een strategische locatie op een oeverwal van de Rijn, bij de landroute van Emmerik naar Arnhem. Hiermee konden zij hun macht doen gelden in de Liemers.
In 1355 kreeg Johan II van Kleef de Liemers in pand van de in financiële nood verkerende hertog Reinald III van Gelre. Het kasteel kwam rond 1400 weer in bezit van de hertog van Gelre, maar het werd toen verwoest door troepen uit Kleef. 
In 1406 wist Adolf II van Kleef de Liemers en Zevenaar definitief in eigendom te verkrijgen. Het door Adolf herbouwde kasteel werd nu de zetel van de ambtman van de Liemers. Deze ambtman, als vertegenwoordiger van de hertogen van Kleef, werd vanaf 1438 nog belangrijker: in dat jaar werden de ambten Liemers en Emmerik namelijk samengevoegd, met Zevenaar als centraal bestuurscentrum.

### Stadsrechten
In 1487 gaf hertog Johan II van Kleef stadsrechten aan Zevenaar. Voor de hertog was dit van belang, omdat een versterkte stad Zevenaar hem kon helpen om zijn macht in de Liemers veilig te stellen. De stad kreeg een omwalling met poorten en torens, maar uiteindelijk ontwikkelde Zevenaar zich slechts in geringe mate. De ligging bleek niet optimaal te zijn, als Kleefse voorpost in een voornamelijk Gelders gebied, en met slechts één doorgaande weg.

### Verval van de vesting
In 1598 nam prins Maurits van Oranje de stad in. Dit was tevens de laatste keer dat Zevenaar nog een militaire rol speelde. Hierna raakte de omwalling in verval. 
Tot in de 16e eeuw was het kasteel Sevenaer de zetel van de ambtman. Toen hier een einde aan kwam en het tevens als verdedigingswerk niet meer van belang was, raakte het kasteel in verval en is het rond 1685 gesloopt. 
De stadspoorten verdwenen in de 19e eeuw en de omgrachting werd rond 1920 gedempt. 
Bij archeologisch onderzoek in 1984 en 2000 zijn restanten van de Bleckse poort, Didamse poort en het kasteel gevonden. 

## Beschrijving
Rondom de langgerekte plattegrond van Zevenaar werd eind 15e eeuw een lage aarden wal met omheining en staketsels aangebracht. Enkele reeds bestaande gebouwen waren in de omgrachting opgenomen: aan de westzijde het kasteel Sevenaer en aan de oostzijde de versterkte huizen Enghuizen en het Smullinckshuis (het latere Huis Sevenaer).

### Torens
In 1501 en 1502 werden enkele torens in de omwalling gebouwd, die in de stadsrekeningen worden aangeduid als bergvredes. De noordwestelijke hoektoren werd in de 16e eeuw omgebouwd tot windmolen met de naam Binnenmolen. In de 19e eeuw was deze molen - toen Kruittoren genoemd - vervallen geraakt en is uiteindelijk in 1909 afgebroken. In 1978 zijn de fundamenten opgegraven tijdens bouwwerkzaamheden.
De hoektoren op de noordoostpunt heette de Stadspol.

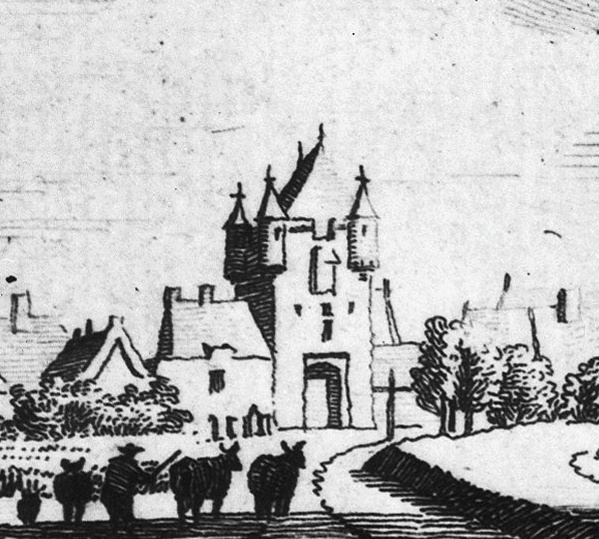
De Bleckse poort in 1745

### Stadspoorten
Er waren vier stadspoorten:
- Bleckse poort: deze poort lag aan de westzijde van de stad en was onderdeel van de hoofdroute van Arnhem naar Emmerik. De poort was negen bij negen meter groot en had twee verdiepingen met arkeltorentjes op de vier hoeken. In de 19e eeuw deed de poort dienst als gevangenis. In 1842 werd de poort gesloopt.
- Didamse poort: ook deze poort was onderdeel van de hoofdroute van Arnhem naar Emmerik, maar dan aan de oostzijde van Zevenaar. De poort telde één verdieping. De poort werd in 1825 afgebroken.
- Grietse poort: gelegen aan de noordzijde, was het niet meer dan een afsluitbare barrière met een wachthuis. De poort is waarschijnlijk in de 17e eeuw gebouwd en werd in 1825 afgebroken.
- Kerkpoort: deze aan de zuidzijde gelegen poort was niet meer dan een afsluitbare barrière met een wachthuis. De poort is in de 17e eeuw gebouwd en werd in 1825 afgebroken. Mogelijk heeft de Kerkpoort nog een oudere voorganger gehad die noordelijker lag; de 17e-eeuwse poort zal dan zijn gebouwd nadat de voorstad bij Zevenaar was getrokken en binnen de omgrachting gebracht.[3]

De Bleckse poort en Didamse poort zullen de oorspronkelijke twee toegangspoorten zijn geweest.

### Kastelen

#### Kasteel Sevenaer
Het kasteel Sevenaer is in de 13e eeuw gebouwd en bestond uit een rechthoekige hoofdburcht met muren van twee meter dik. Na de verwoesting rond 1400 herbouwde Adolf II van Kleef het kasteel, waarbij het werd uitgevoerd met vijf meter dikke muren. Er was tevens een voorburcht.
Tussen 1450 en 1550 werd de buitenste gracht gedempt en door een burchtwal vervangen. Hierdoor moest de burcht beter bestand zijn tegen het steeds zwaarder wordende kanonvuur. Om de nieuwe burchtwal heen werd ook nog een nieuwe buitengracht gegraven, die vervolgens onderdeel werd van de stadsgracht.
Rond 1685 is het kasteel afgebroken. Van het kasteel is alleen een deel van de burchtwal bij de Nieuwe Doelenstraat behouden gebleven. De contouren van de hoofd- en voorburcht zijn in 2011 gereconstrueerd en zichtbaar gemaakt op het Masiusplein; een metaalconstructie markeert de kasteeltoren. Het fragment van de burchtwal is als rijksmonument geclassificeerd.

#### Huis Sevenaer
Het versterkte Smullinckshuis is rond 1400 aan de oostzijde van Zevenaar gebouwd en werd eind 15e eeuw opgenomen in de omgrachting. Na de afbraak van het kasteel Sevenaer in 1685 nam het Smullinckshuis diens naam over en staat sindsdien bekend als Huis Sevenaer. In 1612 volgde een verbouwing. In de 18e en 19e eeuw werd het huis opnieuw verbouwd. Het kasteeltje is behouden gebleven en is een rijksmonument.

#### Enghuizen
Nog vóór 1450 is Enghuizen gebouwd ten zuidoosten van Zevenaar. In de 18e eeuw volgde nieuwbouw. Door een bombardement op 23 maart 1945 raakte Enghuizen beschadigd, waarna de restanten in 1947 werden afgebroken.

## Afbeeldingen

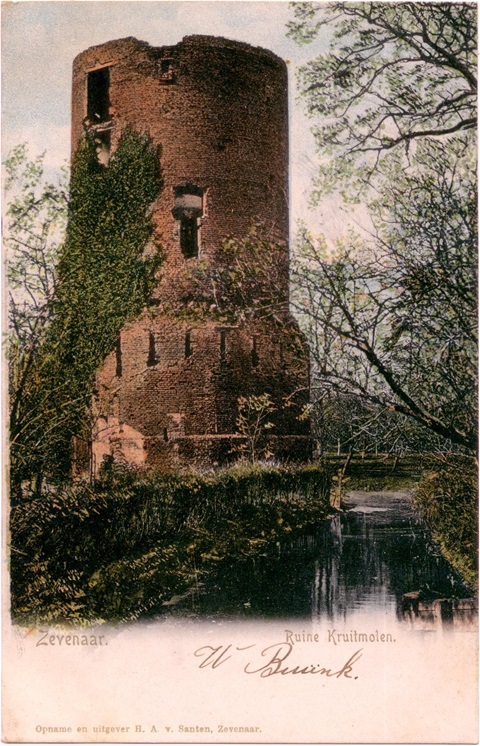
De Binnenmolen, een voormalige hoektoren van de stadsomwalling, vóór 1909 gefotografeerd
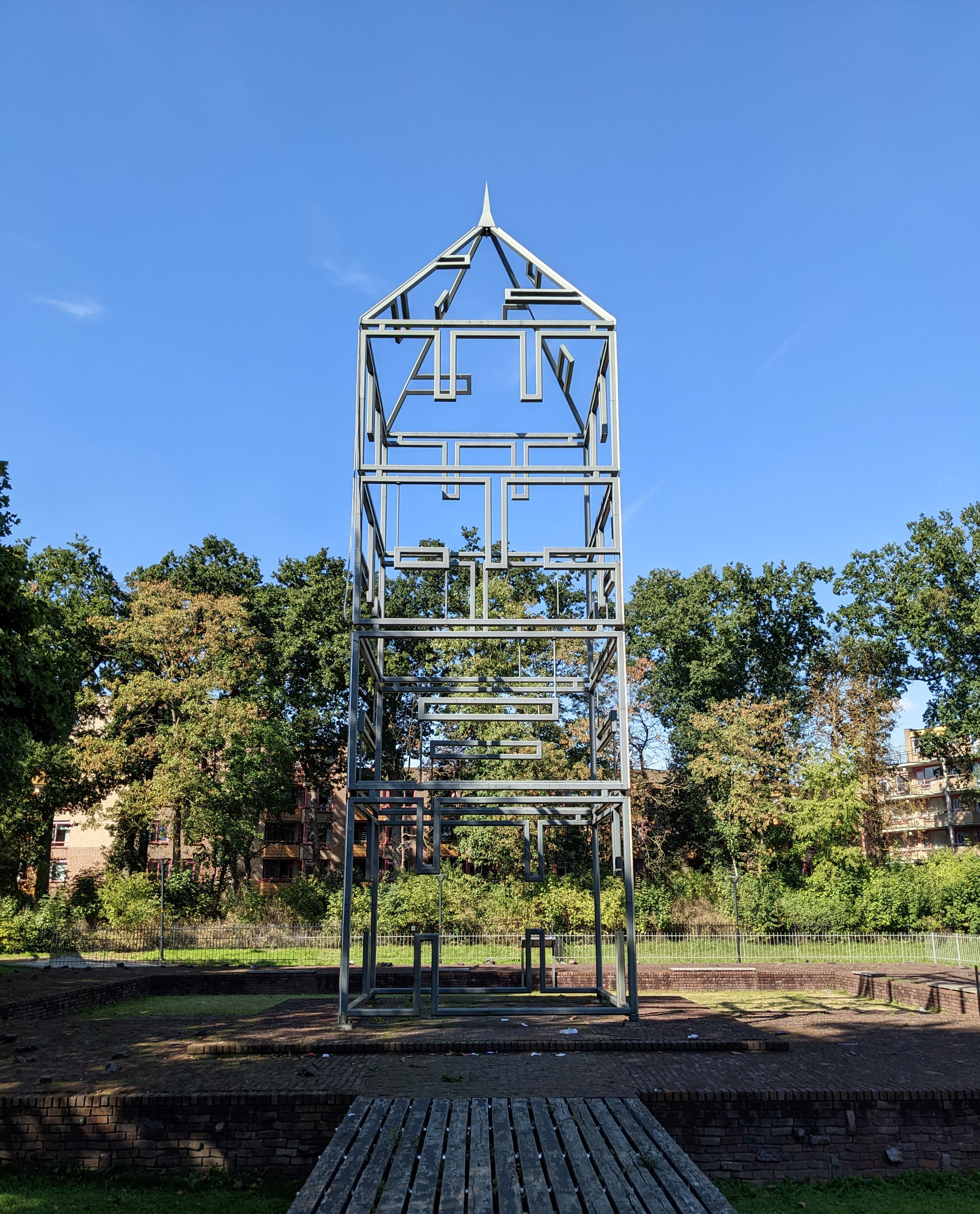
Metalen constructie die de toren van het kasteel Zevenaar weergeeft
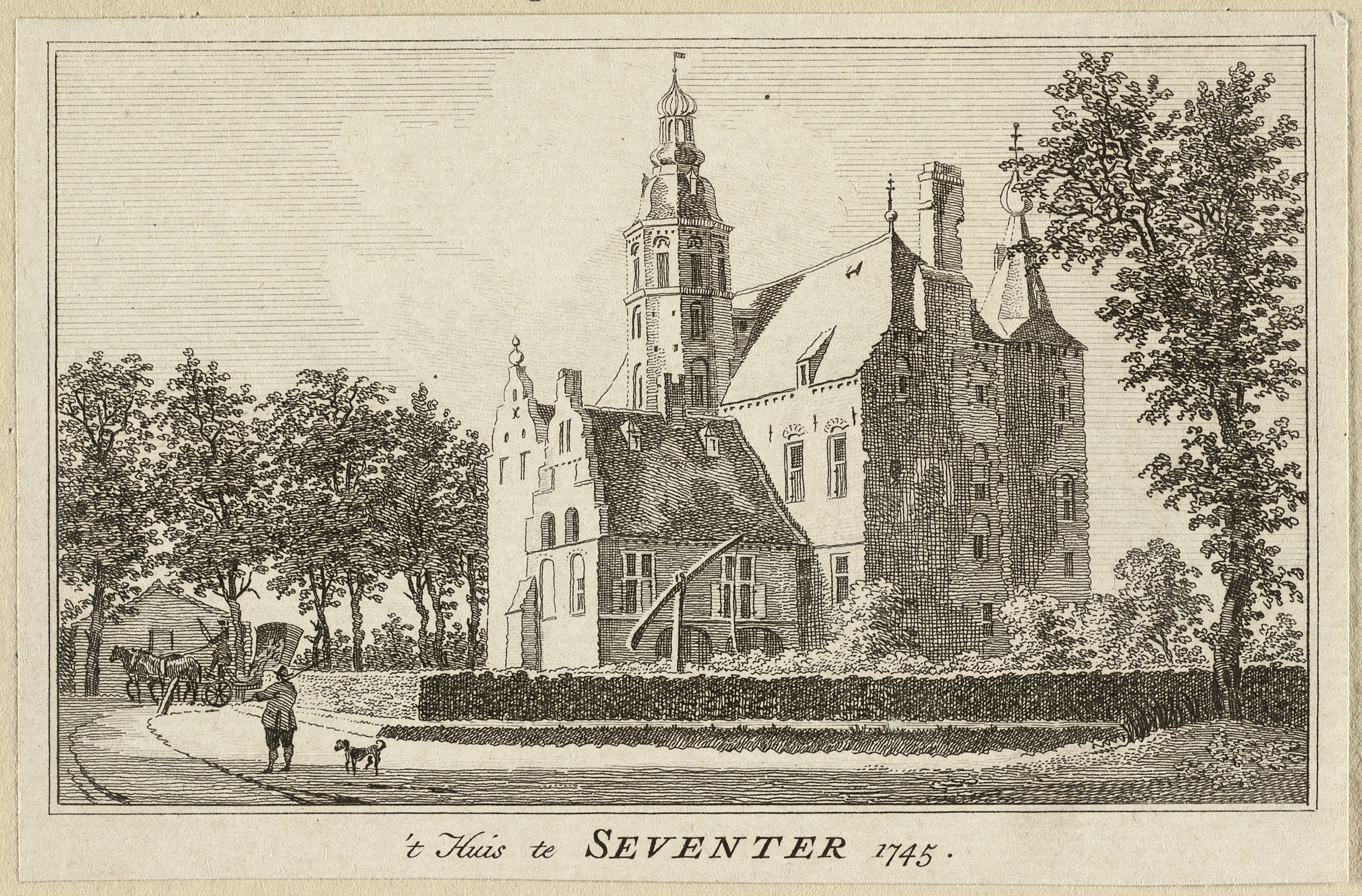
Het Huis Sevenaer in 1745

Alkmaar · Amsterdam · Blokzijl · Borculo · Bredevoort · Coevorden · Delden · Enschede · Genemuiden · Goor · Haarlem · Hattem · 's-Hertogenbosch · Huissen · Klundert · Lochem · Maastricht · Montfoort · Naarden · Ommen · Ootmarsum · Rhenen · Roermond · Rijssen · Sittard · Sneek · Steenbergen · Steenwijk · Terborg · Valkenburg · Zaltbommel · Zwartsluis · Zwolle